# Frances Alda
Frances Davis Alda (Christchurch (Nova Zelanda), 31 de maig de 1879 - Venècia (Itàlia), 18 de setembre de 1952), va ser una soprano d'òpera neozelandesa i criada a Austràlia. Va assolir fama durant les tres primeres dècades del segle XX gràcies a la seva veu cantant excepcional, la seva tècnica fina i la seva personalitat colorida, així com les seves freqüents col·laboracions a l'escenari de l'Òpera Metropolitana de Nova York amb Enrico Caruso. Alda va modificar el seu any de naixement el 1883 per fer-se més atractiva per als directors d'òpera. Aquest any incorrecte sovint es registra com el seu any real de naixement.

## Carrera
Alda va néixer Fanny Jane Davis, a Nova Zelanda, filla de David Davis i Leonore Simonsen.[n 1] Leonore, una prometedora cantant d'una família musical, el setembre de 1880 es va divorciar de David i va reprendre la seva carrera de cantant. Fanny va passar els seus primers anys viatjant amb la seva mare a les seves gires operístiques. Després de fals inicis a Australàsia, va portar a Fanny i el seu germà petit a San Francisco, Califòrnia el 1883. Leonore Davis es va tornar a casar però va morir de peritonitis a San Francisco el 29 de desembre de 1884, poc després de tornar-se a casar, amb Herman Adler. Després de la mort de la seva mare, l'Alda va ser enviada a viure amb els seus avis materns, Martin i Fanny Simonsen, a Melbourne, Victòria, Austràlia.
Va cantar en produccions de Gilbert i Sullivan a Melbourne abans de marxar d'Austràlia cap a Europa als 22 anys per tal d'estudiar més i seguir una carrera de cant internacional com la seva futura rival de soprano Nellie Melba. Després de rebre classes a París de la reconeguda professora Mathilde Marchesi, que li va donar el seu nom artístic, Alda va debutar a l'Opéra-Comique l'any 1904 amb la Manon de Jules Massenet. Va aparèixer a la Royal Opera House Covent Garden el 1906, i a La Scala, Milà, durant les temporades 1906-08.
El 1908, l'antic empresari de La Scala Giulio Gatti-Casazza es va convertir en director de l'Òpera Metropolitana. El 7 de desembre de 1908 Alda hi va debutar. El 4 d'abril de 1910, Alda i Gatti-Casazza es van casar. Segons American Art News (Nova York, 19 de març de 1910), Adolfo Müller-Ury estava pintant Alda just abans de casar-se. Va ser a Nova York on Alda va aprofundir en la seva carrera, sent aclamada en òperes tan famoses com Martha, Manon Lescaut, Otello, Faust, Mefistofele i La bohème. Va començar a gravar per a la Victor Talking Machine Company el 1908 i diversos dels seus discos es van convertir en best-sellers. Va crear els papers principals a Madeleine de Victor Herbert i La nit de Cleopatra de Henry Kimball Hadley, així com Roxane a Cyrano de Walter Damrosch. També va cantar regularment amb Enrico Caruso.
Alda va fer una gira per Austràlia i Nova Zelanda el 1927, dient en una entrevista que odiava el primer. Ella i Gatti-Casazza es van separar l'any següent i després es van divorciar. El 1929, va deixar el Met però va continuar donant concerts, fent emissions de ràdio i apareixent al vodevil. L'autobiografia d'Alda de 1937 es titulava "Homes, Women, & Tenors".
El 14 d'abril de 1941 a Charleston, Carolina del Sud, es va casar amb l'executiu de publicitat de Manhattan Ray Vir Den; ell era una dècada més jove que ella.
Va tenir una jubilació acomodada a Long Island i va passar molt de temps viatjant. Va morir d'un ictus el 18 de setembre de 1952 a Venècia, Itàlia, als 73 anys.
Està enterrada al cementiri de l'església episcopal de Tots Sants aGreat Neck, Long Island.